# Mount Pleasant (condado de Green, Wisconsin)
Mount Pleasant es un pueblo ubicado en el condado de Green en el estado estadounidense de Wisconsin. En el Censo de 2010 tenía una población de 598 habitantes y una densidad poblacional de 6,73 personas por km².

## Geografía
Mount Pleasant se encuentra ubicado en las coordenadas 42°43′41″N 89°32′27″O / 42.72806, -89.54083. Según la Oficina del Censo de los Estados Unidos, Mount Pleasant tiene una superficie total de 88.8 km², de la cual 88.78 km² corresponden a tierra firme y (0.01%) 0.01 km² es agua.

## Demografía
Según el censo de 2010, había 598 personas residiendo en Mount Pleasant. La densidad de población era de 6,73 hab./km². De los 598 habitantes, Mount Pleasant estaba compuesto por el 98.16% blancos, el 0.17% eran afroamericanos, el 0.17% eran amerindios, el 0.67% eran asiáticos, el 0% eran isleños del Pacífico, el 0.33% eran de otras razas y el 0.5% pertenecían a dos o más razas. Del total de la población el 1% eran hispanos o latinos de cualquier raza.